# Koughin (Koupéla)
Pour les articles homonymes, voir Koughin.
Ne doit pas être confondu avec Koughin-Peulh.
Koughin est une localité située dans le département de Koupéla de la province du Kouritenga dans la région Centre-Est au Burkina Faso. 

## Éducation et santé
Le village possède une école sous paillote.